# USS Wasmuth (DD-338)
USS Wasmuth (DD-338/DMS-15) là một tàu khu trục lớp Clemson được Hải quân Hoa Kỳ chế tạo vào cuối Chiến tranh Thế giới thứ nhất. Nó là chiếc tàu chiến duy nhất của Hải quân Hoa Kỳ được đặt theo Henry Wasmuth (1840-1865), một binh sĩ Thủy quân Lục chiến tử trận trong cuộc Nội chiến Hoa Kỳ. Được cải biến thành một tàu quét mìn cao tốc và xếp lại lớp với ký hiệu lườn DMS-15, Wasmuth đã tiếp tục phục vụ trong Chiến tranh Thế giới thứ hai cho đến khi bị đắm trong một cơn bão tại vùng Bắc Thái Bình Dương vào năm 1942.

## Thiết kế và chế tạo
Wasmuth được đặt lườn vào ngày 12 tháng 8 năm 1919 tại Xưởng hải quân Mare Island ở Vallejo, California; và được xếp lớp như DD-338 vào ngày 17 tháng 7 năm 1920. Nó được hạ thủy vào ngày 15 tháng 9 năm 1920, được đỡ đầu bởi cô Gertrude E. Bennet, và được đưa ra hoạt động vào ngày 16 tháng 12 năm 1921 dưới quyền chỉ huy của Hạm trưởng, Trung tá Hải quân W. P. Gaddis.

## Lịch sử hoạt động

### Giữa hai cuộc thế chiến
Wasmuth được trang bị tại Xưởng hải quân Mare Island cho đến ngày 27 tháng 2 năm 1922, khi nó lên đường đi Richmond, California tiến hành chuyến đi chạy thử máy. Hoạt động ngoài khơi Sausalito và Mare Island, chiếc tàu khu trục mới hoàn thành việc chạy thử máy vào ngày 14 tháng 3, và đi vào xưởng tàu để hiệu chỉnh sau thử máy vào ngày hôm đó. Nó khởi hành đi San Francisco, California vào ngày 1 tháng 5, hiệu chuẩn thiết bị dò âm của nó tại cảng này cho đến ngày 4 tháng 5, khi nó chuyển sang San Pedro. Nó trải qua tháng tiếp theo hoạt động thực hành ngư lôi cùng các thiết giáp hạm trước khi được phái đến San Diego vào ngày 7 tháng 5. Quay trở lại cảng này từ San Pedro vào ngày 8 tháng 6, nó chuẩn bị để đưa về lực lượng dự bị. Nó được cho xuất biên chế tại San Diego vào ngày 26 tháng 7 năm 1922.
Nhập biên chế trở lại vào ngày 11 tháng 3 năm 1930 dưới quyền chỉ huy của Hạm trưởng, Thiếu tá Hải quân I. C. Sowell, Wasmuth hoạt động trong thập niên tiếp theo như một tàu khu trục. Nó tham gia các cuộc thực tập huấn luyện và cơ động, xen kẻ với những lúc bảo trì. Nó còn hoạt động cùng Chi ham đội Khu trục 2 thuộc Hạm đội Chiến trận tại khu vực bờ Tây và vùng biển Caribe. Chỉ trong một giai đoạn ngắn vào mùa Thu năm 1934, khi Wasmuth không hoạt động thường trực, lúc nó được phân về Hải đội Dự bị Luân phiên 10. Nó trở thành một đơn vị hạm đội hoạt động tại vùng biển Hawaii sau khi căn cứ hoạt động được chuyển đến đây vào tháng 4 năm 1940.
Tuy nhiên, với chương trình chế tạo tàu khu trục mới cho ra những con tàu hiện đại, nhanh hơn và được trang bị vũ khí mạnh hơn nhiều, việc giữ lại những chiếc "bốn ống khói" cũ trong vai trò tàu khu trục ngày càng giảm. Dù sao, cùng lúc đó lại có nhu cầu ngày càng tăng về những tàu quét mìn cao tốc, tàu rải mìn nhanh, tàu tiếp liệu thủy phi cơ nhằm đáp ứng những yêu cầu chiến thuật mới của Hải quân.
Vì vậy một số tàu khu trục "kiểu sàn phẳng" cũ được cải biến cho các vai trò mới. Wasmuth nằm trong số những chiếc lớp Clemson được chọn để Được cải biến thành một tàu quét mìn cao tốc lớp Chandler. Nó được xếp lại lớp với ký hiệu lườn DMS-15 vào ngày 19 tháng 11 năm 1940, và được tái cấu trúc tại Xưởng hải quân Trân Châu Cảng. Giữ lại dàn pháo chính bốn khẩu và dàn súng máy phòng không Browning M2.50-caliber cũng như các đường ray thả mìn sâu, nó thay thế toàn bộ các dàn ống phóng ngư lôi để mang thiết bị quét mìn.
Hoàn tất việc cải biến vào ngày 5 tháng 4 năm 1941, Wasmuth lên đường đến đảo Palmyra và hoạt động tại đây cho đến ngày 19 tháng 4, khi nó khởi hành quay trở về Trân Châu Cảng. Chiếc tàu quét mìn sau đó ở lại vùng biển Hawaii cho đến ngày 10 tháng 6, khi nó lên đường đi về vùng bờ Tây Hoa Kỳ. Quay trở lại Hawaii vào đầu tháng 7, nó hoạt động ngoài khơi Trân Châu Cảng suốt mùa Thu năm 1941 trong lúc tình hình ngày càng căng thẳng tại Viễn Đông. Nó tham gia các hoạt động tuần tra tại chỗ và thực hành quét mìn trong thời gian này, khi hạm đội duy trì một lịch trình huấn luyện khẩn trương.

### Thế Chiến II
Không lâu trước 08 giờ 00 ngày 7 tháng 12 năm 1941, máy bay từ sáu tàu sân bay của Hải quân Đế quốc Nhật Bản đã bất ngờ tập kích các đơn vị hạm đội tại Trân Châu Cảng. Trong ngày Chủ Nhật đó, thả neo tại các phao D-7 và D-7S cùng các tàu chị em cùng thuộc Đội quét mìn 4: Trever (DMS-16), Zane (DMS-14) và Perry (DMS-17). Nó ra lệnh báo động trực chiến ngay lập tức; và do sự vắng mặt của cả Hạm trưởng và Hạm phó trên tàu, Trung úy Hải quân J. R. Grey đảm nhận quyền chỉ huy. Trong vòng ba phút, nó đưa các khẩu súng máy.50-caliber phòng không vòng tư thế sẵn sàng hoạt động trong khi con tàu chuẩn bị rời bến. Nhưng do neo đậu trong lưới bảo vệ cùng các tàu quét mìn khác, nó chỉ có thể sử dụng các khẩu súng máy ở tận cùng đuôi tàu bắn vào máy bay đối phương đang đến gần.
Khoảng sau 09 giờ 00, giữa đợt tấn công của những máy bay ném bom Nakajima B5N bay ngang của đối phương, máy bay ném bom bổ nhào Aichi D3A "Val" bắt đầu các cú lượn và bổ nhào ném bom vào các tàu chiến và căn cứ trên bờ. Bay đến từ phía Tây, chúng trở thành mục tiêu của xạ thủ trên các tàu quét mìn và tàu rải mìn đang neo đậu tại Middle Loch. Các xạ thủ trên đã tiêu phí tổng cộng 6.000 viên đạn súng máy.50-caliber trong trận này, bắn vào mọi máy bay đến đủ gần; thủy thủ được ghi công bắn hạ một chiếc Aichi rơi bên bán đảo Waipio gần Middle Loch. Con tàu cũng gây hư hại cho nhiều máy bay đối phương khác.
Thiếu tá Hải quân L. M. LeHardy, Hạm trưởng của Zane và là sĩ quan chỉ huy cao cấp nhất trên biển của Đội quét mìn 4 vào lúc đó, ra lệnh cho các con tàu xuất phát. Trever rời nơi neo đậu lúc 09 giờ 32 phút. Năm phút sau, Đại úy Hải quân J. W. Leverton, Hạm phó của Wasmuth, kịp lên tàu khi nó lên đường và nắm lấy quyền chỉ huy thay phiên cho Trung úy Gray vốn đã chỉ huy chiến đấu từ đầu cuộc tấn công. Không lâu sau đó, Thiếu tá Hải quân D. M. Agnew, Hạm trưởng của Trever cũng có mặt trên tàu vì tàu của ông đã xuôi ra tuyến luồng mà không có Hạm trưởng.
Wasmuth tuần tra ở lối ra vào luồng cảng. Trong khi cuộc tấn công đã kết thúc, thủy thủ và binh lính Hoa Kỳ trong trạng thái căng thẳng và dễ kích động không tin chắc điều đó. Ngoài khơi, lực lượng truy tìm hạm đội Nhật Bản đang rút lui cũng như tàu ngầm đối phương được dự đoán có mặt. Lúc 10 giờ 23 phút, nó tấn công bằng mìn sâu vào một mục tiêu nghi ngờ nhưng không có kết quả; rồi đến 10 giờ 36 phút lại thả thêm một quả mìn sâu khác nhưng chỉ mang lại kết quả tương tự, với sự xuất hiện những mảng dầu loang lớn nhưng không thấy bằng chứng mảnh vỡ xác tàu. Xế trưa hôm đó, Wasmuth và Zane càn quét các lối ra vào Trân Châu Cảng trước khi Wasmuth quay trở lại cảng, nơi thiết bị quét mìn vốn đã tháo ra trước đó được trang bị lại. Nó lập tức trở ra biển với Hạm trưởng, Thiếu tá Hải quân J. L. Wilfong, có mặt trên tàu. Hạm trưởng của Trever cũng quay trở lại được tàu của mình lúc 16 giờ 35 phút, và Đội quét mìn 4 tiếp nối các hoạt động tuần tra.
Wasmuth hoạt động tại vùng biển Hawaii giữa đảo Johnston và Trân Châu Cảng cho đến mùa Xuân năm 1942. Nó rời Trân Châu Cảng vào ngày 31 tháng 5, hộ tống một đoàn tàu vận tải đi San Francisco, đến nơi vào ngày 10 tháng 6. Khởi hành vào ngày 31 tháng 7, nó quay trở lại Trân Châu cảng hộ tống một đoàn tàu vận tải khác, đến nơi vào ngày 12 tháng 8. Chiếc tàu quét mìn rời Trân Châu Cảng vào ngày 14 tháng 8 hướng đến khu vực quần đảo Aleut, đi đến Kodiak, Alaska vào ngày 20 tháng 8, rồi hoạt động trong suốt quãng thời gian còn lại trong thành phần Lực lượng Đặc nhiệm 8. Nó thực hiện các nhiệm vụ tuần tra và hộ tống các tàu tiếp liệu tại khu vực chiến trường này trong suốt mùa Thu và mùa Đông, ghé qua vịnh Women, Dutch Harbor, Chernofski, Nome, Kodiak và Point Mush.
Vào ngày 27 tháng 12, Wasmuth hộ tống một đoàn tàu vận tải đi qua vùng biển đầy bão tố Alaska, khi hai quả mìn sâu bị bung ra khỏi đường ray, rơi xuống nước bên mạn tàu và phát nổ bên dưới phần đuôi tàu. Vụ nổ làm tách rời phần đuôi tàu, và con tàu bắt đầu đắm; bơm nước không thể bơm hết nước tràn vào trong lườn tàu. Cho dù biển động mạnh, chiếc Ramapo (AO-12) vẫn cố cặp bên Wasmuth để trợ giúp, và trong ba giờ rưỡi đã cứu toàn bộ thủy thủ đoàn cùng hai hành khách. Sau đó Ramapo rời đi và cuối cùng Wasmuth đắm vào ngày 29 tháng 12 năm 1942. Tên nó được cho rút khỏi danh sách Đăng bạ Hải quân vào ngày 3 tháng 9 năm 1943.

## Phần thưởng
Wasmuth được tặng thưởng một Ngôi sao Chiến trận do thành tích phục vụ tại trận Trân Châu Cảng trong Thế Chiến II.